# Kinóvia
Kinóvia - Киновия (rus) és un possiólok del krai de Krasnodar, a Rússia. Es troba al liman Lebiaji del riu Beissug, a 12 km al nord de Briukhovétskaia i a 96 km al nord de Krasnodar, la capital.
Pertany al municipi de Txepíguinskaia.